# 수자직

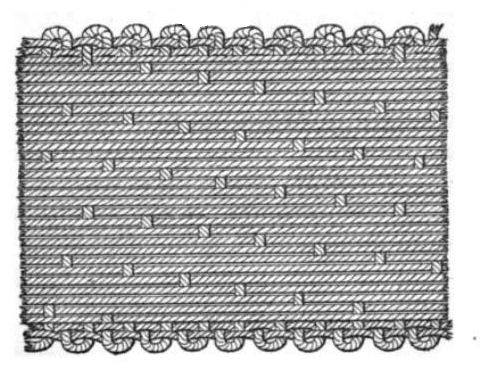
수자직

수자직(繻子織)은 날실 또는 씨실의 조직점을 될 수 있는 대로 적게 하면서 연속시키지 않고 분산시켜 표면에는 날실 또는 씨실만 나타나게 한 조직이다.
수자직으로 짠 옷감은 부드럽고 매끄러우며, 광택이 좋고, 구김이 덜 생긴다. 그러나 마찰에 약해 실용적이지 못하다. 공단·양단 새턴 도스킨 등이 대표적인 수자 직물이다.